# 1955–1956-os norvég labdarúgó-bajnokság (első osztály)
Az 1955–1956-os Hovedserien volt a 12. alkalommal megrendezett, legmagasabb szintű labdarúgó-bajnokság Norvégiában.
A címvédő a Larvik Turn volt. A szezont újra a Larvik Turn csapata nyerte, a bajnokság történetében harmadjára.

## Tabellák

### A csoport
| Hely. | Csapat          | M  | Gy | D | V | G+ | G– | Gk  | P  | Továbbjutás vagy kiesés |
| ----- | --------------- | -- | -- | - | - | -- | -- | --- | -- | ----------------------- |
| 1.    | Larvik Turn (B) | 14 | 10 | 1 | 3 | 40 | 15 | +25 | 21 | Továbbjutott a döntőbe  |
| 2.    | Sandefjord      | 14 | 7  | 2 | 5 | 26 | 19 | +7  | 16 |                         |
| 3.    | Viking          | 14 | 5  | 5 | 4 | 25 | 26 | −1  | 15 |                         |
| 4.    | Vålerengen      | 14 | 5  | 4 | 5 | 23 | 28 | −5  | 14 |                         |
| 5.    | Rapid (F)       | 14 | 4  | 4 | 6 | 23 | 26 | −3  | 12 |                         |
| 6.    | Odd             | 14 | 4  | 4 | 6 | 18 | 24 | −6  | 12 |                         |
| 7.    | Brann (K)       | 14 | 4  | 3 | 7 | 27 | 27 | 0   | 11 | Kiesett                 |
| 8.    | Varegg (F, K)   | 14 | 3  | 5 | 6 | 15 | 32 | −17 | 11 | Kiesett                 |

### B csoport
| Hely. | Csapat      | M  | Gy | D | V  | G+ | G– | Gk  | P  | Továbbjutás vagy kiesés |
| ----- | ----------- | -- | -- | - | -- | -- | -- | --- | -- | ----------------------- |
| 1.    | Fredrikstad | 14 | 13 | 1 | 0  | 54 | 17 | +37 | 27 | Továbbjutott a döntőbe  |
| 2.    | Asker       | 14 | 11 | 1 | 2  | 41 | 16 | +25 | 23 |                         |
| 3.    | Skeid       | 14 | 7  | 3 | 4  | 34 | 18 | +16 | 17 |                         |
| 4.    | Lillestrøm  | 14 | 6  | 1 | 7  | 19 | 25 | −6  | 13 |                         |
| 5.    | Frigg (F)   | 14 | 6  | 0 | 8  | 27 | 37 | −10 | 12 |                         |
| 6.    | Sarpsborg   | 14 | 3  | 5 | 6  | 27 | 30 | −3  | 11 |                         |
| 7.    | Kvik (F, K) | 14 | 2  | 2 | 10 | 12 | 44 | −32 | 6  | Kiesett                 |
| 8.    | Ranheim (K) | 14 | 1  | 1 | 12 | 12 | 39 | −27 | 3  | Kiesett                 |

## Meccstáblázatok

### A csoport
| Hazai \ Vendég | SKB | LAR  | ODD | RAP | SBK | VIF | VAR | VIK |
| -------------- | --- | ---- | --- | --- | --- | --- | --- | --- |
| Brann          | —   | 2–1  | 6–2 | 1–3 | 2–1 | 2–2 | 1–2 | 4–1 |
| Larvik Turn    | 2–1 | —    | 2–1 | 2–2 | 6–1 | 3–1 | 2–0 | 3–0 |
| Odd            | 3–1 | 1–0  | —   | 3–1 | 1–0 | 1–2 | 1–1 | 1–1 |
| Rapid          | 1–1 | 1–2  | 2–0 | —   | 0–1 | 1–1 | 3–3 | 5–3 |
| Sandefjord     | 1–0 | 1–2  | 4–1 | 4–1 | —   | 5–1 | 0–0 | 1–1 |
| Vålerengen     | 3–2 | 1–2  | 0–0 | 3–2 | 2–5 | —   | 0–2 | 2–2 |
| Varegg         | 3–2 | 0–11 | 1–1 | 0–1 | 1–2 | 0–3 | —   | 0–3 |
| Viking         | 2–2 | 3–2  | 3–2 | 2–0 | 1–0 | 1–2 | 2–2 | —   |

### B csoport
| Hazai \ Vendég | ASK | FFK | FRI | KVI | LIL | RAN | SAR | SKD |
| -------------- | --- | --- | --- | --- | --- | --- | --- | --- |
| Asker          | —   | 2–4 | 2–1 | 9–0 | 2–1 | 2–1 | 1–1 | 3–1 |
| Fredrikstad    | 2–1 | —   | 2–0 | 8–1 | 4–1 | 3–2 | 4–1 | 2–0 |
| Frigg          | 1–3 | 2–7 | —   | 4–1 | 2–1 | 3–1 | 2–7 | 1–2 |
| Kvik           | 1–2 | 0–4 | 1–2 | —   | 0–1 | 0–0 | 3–1 | 0–5 |
| Lillestrøm     | 1–4 | 2–3 | 4–0 | 1–0 | —   | 2–1 | 3–1 | 0–0 |
| Ranheim        | 0–4 | 0–3 | 0–4 | 1–3 | 4–0 | —   | 0–3 | 1–4 |
| Sarpsborg      | 1–4 | 4–4 | 2–4 | 1–1 | 1–2 | 2–0 | —   | 1–1 |
| Skeid          | 1–2 | 1–4 | 4–1 | 5–1 | 3–0 | 6–1 | 1–1 | —   |

## Döntő
- Larvik Turn 3–2 Fredrikstad